# West Bromwich Albion Football Club 2010-2011
Questa voce raccoglie le informazioni riguardanti il West Bromwich Albion Football Club nelle competizioni ufficiali della stagione 2010-2011.

## Maglie e sponsor
| Casa | Trasferta | Terza divisa |

## Rosa
| N. |                             | Ruolo | Calciatore     |
| -- | --------------------------- | ----- | -------------- |
| 1  | Inghilterra (bandiera)      | P     | Scott Carson   |
| 3  | Svezia (bandiera)           | D     | Jonas Olsson   |
| 4  | Slovacchia (bandiera)       | D     | Marek Čech     |
| 5  | Camerun (bandiera)          | C     | Somen Tchoyi   |
| 6  | Spagna (bandiera)           | D     | Pablo Ibáñez   |
| 7  | Scozia (bandiera)           | C     | James Morrison |
| 8  | Inghilterra (bandiera)      | C     | Giles Barnes   |
| 9  | Rep. Ceca (bandiera)        | A     | Roman Bednář   |
| 10 | Inghilterra (bandiera)      | A     | Ishmael Miller |
| 11 | Irlanda del Nord (bandiera) | C     | Chris Brunt    |
| 12 | Irlanda (bandiera)          | C     | Steven Reid    |
| 13 | Galles (bandiera)           | P     | Boaz Myhill    |
| 14 | Inghilterra (bandiera)      | C     | Jerome Thomas  |

| N. |                           | Ruolo | Calciatore           |
| -- | ------------------------- | ----- | -------------------- |
| 17 | Scozia (bandiera)         | C     | Graham Dorrans       |
| 18 | Messico (bandiera)        | A     | Carlos Vela          |
| 20 | Inghilterra (bandiera)    | D     | Nicky Shorey         |
| 21 | RD del Congo (bandiera)   | C     | Youssuf Mulumbu      |
| 22 | Paesi Bassi (bandiera)    | D     | Gianni Zuiverloon    |
| 23 | Costa d'Avorio (bandiera) | D     | Abdoulaye Méïté      |
| 24 | Nigeria (bandiera)        | A     | Peter Odemwingie     |
| 28 | Francia (bandiera)        | A     | Marc-Antoine Fortuné |
| 30 | Romania (bandiera)        | D     | Gabriel Tamaș        |
| 31 | Inghilterra (bandiera)    | A     | Simon Cox            |
| 33 | Austria (bandiera)        | C     | Paul Scharner        |
| 36 | Cile (bandiera)           | C     | Gonzalo Jara         |
| 40 | Irlanda (bandiera)        | P     | Dean Kiely           |

## Risultati

### Premier League
| Arbitro: | Clattenburg |

|                                               |           |  |
| Malouda 5’ 90’ Drogba 45’ 55’ 67’ Lampard 62’ | Marcatori |  |

| Arbitro: | Probert |

|            |           |  |
| Torres 66’ | Marcatori |  |

| Arbitro: | Webb |

|           |           |            |
| Brunt 40’ | Marcatori | 27’ Modric |

| Arbitro: | Jones |

|                       |           |                            |
| Hernández 5’ Nani 25’ | Marcatori | 49’ (aut.) Evra 54’ Tchoyi |

| Arbitro: | Probert |

|  |           |                    |
|  | Marcatori | 20’, 27’ Balotelli |

| Arbitro: | Foy (St Helens) |

|  |           |                                                          |
|  | Marcatori | 55’ (rig.) Etherington 85’ (rig.) Walters 90'+3’ Walters |

| Arbitro: | Dean |

|                                |           |                   |
| Tchoyi 32’ Odemwingie 71’, 89’ | Marcatori | 90+2’ Løvenkrands |

| Arbitro: | Halsey |

|                        |           |              |
| Downing 25’ Heskey 80’ | Marcatori | 89’ Scharner |

| Arbitro: | Foy |

|              |           |                         |
| Morrison 14’ | Marcatori | 2’ Rooney 75’ Hernández |

| Arbitro: | Atkinson (Bradford) |

|                              |           |            |
| Brunt 62’ (rig.), 88’ (rig.) | Marcatori | 50’ Škrtel |

| Arbitro: | Atkinson |

|                                   |           |  |
| Tévez 17’ (rig.), 22’, 39’ (rig.) | Marcatori |  |

| Arbitro: | Oliver (Ashington) |

|           |           |          |
| Delap 53’ | Marcatori | 87’ Vela |

| Arbitro: | Attwell |

|                                |           |                       |
| Pavlyuchenko 27’ 34’ Defoe 66’ | Marcatori | 5’ Odemwingie 81’ Cox |

| Arbitro: | Halsey |

|                                              |           |                      |
| Taylor 16’ Løvenkrands 39’ Olsson 47’ (aut.) | Marcatori | 62’, 71’, 90’ Tchoyi |

### Football League Cup
| Arbitro: | Swarbrick |

|                        |           |        |
| Zuiverloon 55’ Cox 57’ | Marcatori | 18’ Jô |